# اموس دیکن
اموس دیکن (انگلیسی: Amos Deacon; ۲۸ مهٔ ۱۹۰۴ – ۹ اکتبر ۱۹۸۲) بازیکن هاکی روی چمن اهل ایالات متحده آمریکا بود.